# Епархия Менелаиты
Епархия Менелаиты (лат. Dioecesis Menelaitensis) — титулярная епархия Римско-Католической церкви с 1937 года. В настоящее время епархия является вакантной.

## История
Город Менелаита, который сегодня в современном Египте отождествляется с раскопками Edcu, был местом епископской кафедры. Епархия Канопы входила в Александрийский патриархат.
Согласно Catholic Encyclopedia епархия Менелаиты находилась в юрисдикции канопского епископа. Известны два епископа епархии — Атлас (упоминается в 325 году) и Агатодем (упоминается в 362 году).
С 1937 года епархия Менелаиты является титулярной епархией Римско-Католической церкви.

## Титулярные епископы
- епископ Octave-Marie Terrienne (2.12.1937 — 4.03.1994);
  - вакансия.

## Источник
- Canopus в Catholic Encyclopedia
- Pius Bonifacius Gams, Series episcoporum Ecclesiae Catholicae, Leipzig 1931, стр. 460  (лат.)
- Michel Lequien, Oriens christianus in quatuor Patriarchatus digestus, Parigi 1740, Tomo II, coll. 527—530  (лат.)